# ロマン・ラズム
ロマン・ウラジーミロヴィチ・ラズム（本姓：スリンコ、ロシア語：Роман Владимирович Слинько、ウクライナ語：Роман Володимирович Слинько、1981年2月4日 - ）は、ウクライナ・ソビエト社会主義共和国のヴォロシーロフグラード出身のミュージシャン、詩人、歌手で、自称「ルガンスク人民共和国」の公人、プロデューサー、脚本家。
「ノヴォロシア」アンサンブルのソリストで、ルガフィルム所長。また映画『民兵』の総合プロデューサーを務めたほか、ドンバス戦争にも従軍している。

## 略歴

### 生い立ち
ロマン・ウラジーミロヴィチ・スリンコは1981年2月4日、ヴォロシーロフグラード（現ルハーンシク）に生まれた。ルハーンシクの第5学校を卒業後、ハルキウ経済経営大学に入学するが、後に退学。キーウ文化学院でポップスとジャズヴォーカルを専攻し、卒業した。

### モスクワ時代
2004年のベスラン学校占拠事件後モスクワに移り住み、事件の記念日に捧げるプロジェクトに参加。楽曲『Беслан 1-е сентября』を作曲し、書籍『Без слов』の編集に参加した。2010年には南オセチア紛争をテーマとした楽曲『Цхинвал』を作曲した。

### ドンバス戦争
2014年にドンバス戦争が勃発したため、ルハーンシクに帰郷した。2015年春、ヴィタリー・キセリョフとともにルガンスク人民共和国（LPR）の現役軍人によるアンサンブルを結成し、2ヵ月後にはLPRの支配下にある全都市を回るツアーを行った。このアンサンブルは「ノヴォロシア」と名付けられた。2016年、同アンサンブルとともに初のアルバムをリリース。ルハーンシクに制作所「祖国」を開設し、それを基盤に撮影スタジオ「ルガフィルム」を設立、代表を務める。
2015年にはミロトヴォレツのウェブサイトに掲載された。
映画『民兵』（2018年）では脚本家、総合プロデューサー、カメラマンを務める。
2020年9月、『Донбасс за нами』のミュージックビデオを撮影した。
ルガンスク人民兵の第2親衛自動車化狙撃旅団に所属する衛兵中尉である。

## ディスコグラフィー

### アルバム
- «Песня на страже Русского Мира» (2016年)
- «Работайте братья» (2017年)
- «Победа за нами» (2019年)

## プロデュースした作品
- 民兵（2018年）